# ريس هاندز
ريس هاندز (بالإنجليزية: Reece Hands)‏ هو لاعب كرة قدم بريطاني في مركز الوسط، ولد في 6 أكتوبر 1993 في روثرهام ‏ في المملكة المتحدة. لعب مع بلاكبيرن روفرز ونادي غرينوك مورتون.

## وصلات خارجية
- ريس هاندز على موقع قاعدة بيانات كرة القدم.إي يو (الإنجليزية)
- ريس هاندز على موقع Soccerbase.com (لاعب) (الإنجليزية)